# Hertogdom Saksen-Weimar (1640-1672)
Het Hertogdom Saksen-Weimar (Duits: Herzogtum Sachsen-Weimar) was een land binnen het Heilige Roomse Rijk dat werd geregeerd door de Ernestijnse linie van het Huis Wettin. Het land ontstond in 1640 toen het eerdere Hertogdom Saksen-Weimar werd verdeeld. De hertog had hierbij een groot deel van zijn gebied aan zijn twee broers afgestaan, terwijl hijzelf een veel kleiner Saksen-Weimar overhield. Na zijn dood regeerden zijn zoons eerst gemeenschappelijk, maar toen ze het Hertogdom Saksen-Altenburg erfden, besloten ze om opnieuw hun gebieden te verdelen. Hierbij ontstonden drie nieuwe hertogdommen: Saksen-Weimar, Saksen-Jena en Saksen-Eisenach.

## Heersers
- 1640 - 1662: Willem
- 1662 - 1668: Gezamenlijke regering door Johan Ernst II, Adolf Willem, Johan George I en Bernhard
- 1668 - 1672: Gezamenlijke regering door Johan Ernst II, Johan George I en Bernhard